# Supertaça Cândido de Oliveira 1998
La Supertaça Cândido de Oliveira 1998 è stata la 20ª edizione di tale edizione, l'annuale incontro di apertura della stagione calcistica portoghese che vede di fronte i vincitori della Primeira Divisão della stagione precedente e della Taça de Portugal (o la finalista di quest'ultima in caso il vincitore di campionato e coppa coincidano).
Nella Supercoppa del 1998 si affrontarono il Porto (campione della Primeira Divisão 1997-98) e il Braga, finalista perdente della Taça de Portugal proprio contro i Dragões.
L'edizione fu vinta dal Porto che si aggiudicò il primo incontro in casa (1-0 allo Stadio das Antas) e pareggiò 1-1 al ritorno a Braga, conquistando la seconda Supercoppa portoghese consecutiva, oltre che la decima in assoluto.

## Tabellini

### Andata
| Arbitro: | Pereira (Lisbona) |

|             |           |  |
| Zahovič 48’ | Marcatori |  |

| Porto | Braga |

#### Formazioni
| Porto           |    |                     |  |     |
|                 |    |                     |  |     |
| P               | 24 | Ivica Kralj         |  | 31’ |
| D               | 7  | Carlos Secretário   |  |     |
| D               | 2  | Jorge Costa         |  |     |
| D               | 4  | Aloísio ()          |  |     |
| D               | 5  | Fernando Mendes     |  |     |
| C               | 20 | Paulinho Santos     |  |     |
| C               | 8  | Rui Barros          |  |     |
| C               | 25 | Zlatko Zahovič      |  |     |
| A               | 21 | Capucho             |  | 73’ |
| A               | 10 | António Folha       |  | 45’ |
| A               | 9  | Grzegorz Mielcarski |  |     |
| Sostituiti:     |    |                     |  |     |
| P               | 1  | Rui Correia         |  | 31’ |
| D               | 11 | Ljubinko Drulović   |  | 45’ |
| A               | 15 | Miklós Fehér        |  | 73’ |
| Allenatore:     |    |                     |  |     |
| Fernando Santos |    |                     |  |     |

| Braga          |    |                    |  |     |
|                |    |                    |  |     |
| P              | 1  | Quim               |  |     |
| D              | 2  | Zé Nuno Azevedo () |  |     |
| D              | 5  | Idalécio           |  |     |
| D              | 10 | Sérgio Abreu       |  |     |
| D              | 15 | Lino               |  |     |
| C              | 20 | Jordão             |  |     |
| C              | 14 | Vítor Castanheira  |  |     |
| C              | 22 | Bruno              |  | 56’ |
| C              | 21 | Gamboa             |  | 65’ |
| A              | 11 | Elpídio Silva      |  |     |
| A              | 16 | Mladen Karoglan    |  | 82’ |
| Sostituiti:    |    |                    |  |     |
| D              | 8  | Alberto Cabral     |  | 82’ |
| C              | 7  | António Formoso    |  | 65’ |
| A              | 17 | Dé                 |  | 56’ |
| Allenatore:    |    |                    |  |     |
| Vítor Oliveira |    |                    |  |     |

### Ritorno
| Arbitro: | Coroado (Lisbona) |

|             |           |             |
| Formoso 80’ | Marcatori | 69’ Capucho |

| Braga | Porto |

#### Formazioni
| Braga          |    |                    |  |     |
|                |    |                    |  |     |
| P              | 1  | Quim               |  |     |
| D              | 2  | Zé Nuno Azevedo () |  |     |
| D              | 4  | Odair              |  |     |
| D              | 10 | Sérgio Abreu       |  |     |
| D              | 15 | Lino               |  |     |
| C              | 20 | Jordão             |  |     |
| C              | 14 | Vítor Castanheira  |  | 68’ |
| C              | 6  | Mozer              |  | 65’ |
| C              | 21 | Gamboa             |  |     |
| A              | 11 | Elpídio Silva      |  |     |
| A              | 16 | Mladen Karoglan    |  | 61’ |
| Sostituiti:    |    |                    |  |     |
| C              | 22 | Bruno              |  | 65’ |
| A              | 7  | António Formoso    |  | 68’ |
| A              | 9  | Toni               |  | 61’ |
| Allenatore:    |    |                    |  |     |
| Vítor Oliveira |    |                    |  |     |

| Porto           |    |                   |  |     |
|                 |    |                   |  |     |
| P               | 24 | Ivica Kralj       |  |     |
| D               | 7  | Carlos Secretário |  |     |
| D               | 2  | Jorge Costa       |  |     |
| D               | 4  | Aloísio ()        |  |     |
| D               | 17 | Doriva            |  |     |
| C               | 20 | Paulinho Santos   |  |     |
| C               | 26 | Youssef Chippo    |  | 89’ |
| C               | 25 | Zlatko Zahovič    |  |     |
| A               | 14 | Artur             |  | 65’ |
| A               | 11 | Ljubinko Drulović |  |     |
| A               | 16 | Mário Jardel      |  | 45’ |
| Sostituiti:     |    |                   |  |     |
| D               | 5  | Fernando Mendes   |  | 45’ |
| D               | 19 | João Manuel Pinto |  | 89’ |
| A               | 21 | Capucho           |  | 65’ |
| Allenatore:     |    |                   |  |     |
| Fernando Santos |    |                   |  |     |